# Meritocràcia
La meritocràcia és una forma de govern o d'organització social basada en l'habilitat, mèrit o talent en comptes de la riquesa, la posició familiar, el privilegi de la classe social o qualsevol altre determinant de la posició social. La paraula "meritocràcia" també es pot utilitzar per descriure una societat en què la riquesa i la posició social s'assignen per mitjà de la competència i la demostració del talent i en què les posicions de confiança, responsabilitat i prestigi socials han de ser guanyades i no pas heretades o assignades arbitràriament. La meritocràcia descriu les societats competitives que rebutgen la igualtat social sense mèrit, encara que donen suport a la doctrina de la igualtat d'oportunitats; és a dir, accepten les disparitats de renda, riquesa i estatus entre la població en funció del talent, el mèrit, la competència, la motivació i l'esforç personal, però, advoquen per les mateixes oportunitats de desenvolupament per a tots.
Malgrat que algunes societats es consideren meritocràcies, el cert és que les influències, el nepotisme i altres mecanismes moltes vegades malbaraten els objectius que es pretenien cercar. A vegades, també, es pretenen premiar els mèrits, però les recompenses es donen segons el caprici dels dirigents.
D'altra banda Michael Sandel apunta una cara fosca de la meritocràcia creant una nova classe social que obté els seus ingressos tant del seu treball com de les rendes del capital. Aquesta nova classe alta divergeix de l'arquetip clàssic de la classe alta que viu eminentment de les seves rendes. Aquesta nova classe alta pot tenir la tendència de menysprear als subalterns pel seu poc mèrit en la vida. Sandel és del parer que l'emergència d'aquest nou grup, que ja representa un terç de la classe alta, subjau en l'èxit del suport electoral a sectors populistes.

## Comunitats meritocràtiques a Internet
La natura de les interaccions humanes a Internet és diferent de les interaccions en l'espai físic, començant per nocions com la identitat i l'anonimat. En un entorn de noms d'usuaris relacionats amb activitats, elements com la intel·ligència, l'esforç, l'educació i la personalitat poden ser promoguts i mesurats per sobre del gènere, l'ètnia, la religió o l'estatus social. Per aquest motiu, la meritocràcia gaudeix d'una popularitat en comunitats col·laboratives a Internet, per exemple en l'àmbit del programari lliure.
La Fundació GNOME, l'Apache Software Foundation, la Fundació Mozilla, i The Document Foundation són exemples d'organitzacions de programari lliure que explícitament afirmen ser meritocràtiques.